# University of Seychelles
Die University of Seychelles (auch: Liniversite Sesel, UniSey) ist die erste Universität im Inselstaat Seychellen. Sie wurde am 17. September 2009 gegründet.

## Organisation
Die Universität betreibt zwei Campen: den Haupt-Campus bei Anse Royale und den Mont Fleuri-Campus, an dem das India-Seychelles Centre for Excellence in Information and Communication Technology angesiedelt ist. Ein ehemaliger dritter Campus (Ma Joie Campus) wurde aufgegeben. Die Fakultäten sind Arts and Social Development (Künste und Sozialentwicklung) und Business and Sustainable Development (Wirtschaft und nachhaltige Entwicklung). Drei Forschungsinstitute bieten Bildungs-, Kommunikations- und Technologieprogramme an.
Seit 2014 werden Partnerschafts-Programme mit Gibraltar angeboten.
Die Universität gibt das Seychelles Research Journal (früher: Island Studies) heraus.

## Führungspersonen

### Chancellors
- 2009–2021:[4] James Alix Michel
- seit 2022:[5] Wavel Ramkalawan

### Vice-Chancellors
- 2009–2012: Rolph Payet
- 2012–2014: Marina Confait[6]
- 2014–2017: Dennis Hardy[7]
- 2018–2020:[8] Justin Valentin
- seit 2021:[9] Joëlle Perreau